# Beatrice Worsley
Beatrice Helen Worsley (18 de octubre de 1922 - 8 de mayo de 1972) fue la primera científica informática de Canadá. Se doctoró por la Universidad de Cambridge con Alan Turing y Douglas Hartree como tutores, el primer doctorado concedido en el que hoy se conocería como informática. Escribió el primer programa para ejecutarse en EDSAC (acrónimo proveniente de la frase Electronic Delay Storage Automatic Calculator), escribió el primer compilador de Ferranti Mark Y de Toronto, escribió numerosos artículos de informática y enseñó informática e ingeniería a la Queen's University y a la Universidad de Toronto durante más de 20 años, antes de su muerte prematura a la edad de 50 años.

## Primeros años
Beatrice nació el 18 de octubre de 1922 hija de Joel y Beatrice Marie (nacida Trinker). Joel nació en 1887 en una familia obrera a Ashton-Under-Lyne, Mánchester. Los abuelos de Beatrice Marie habían puesto en marcha un molino textil a Xia, México, en la década de 1850, y el 1908, Joel y Beatrice Marie se trasladaron a trabajar a la planta. La planta fue destruida por los rebeldes alrededor de 1917 y Joel trabajó a Lo Salto en las fábricas de CIMSA del grupo Rio Grande, y se convirtió en el director general.
Beatrice Marie tuvo un hijo el 1920, Charles Robert, y después Beatrice Helen un año después. Los dos estaban escolarizados por razones de seguridad, teniendo poca interacción con sus vecinos. El 1929, Joel trasladó la familia a Toronto para ofrecer una mejor escolarización a sus hijos. Charles entró al Upper Canada College, mientras que Beatrice empezó a Brown Public School, pero se trasladó a Bishop Strachan School en 1935.
Bishop Strachan School ofreció dos itinerarios, y Beatrice se inscribió a los cursos de preparación universitaria más difíciles. Destacó hasta el punto que el director declaró que era uno de los mejores estudiantes que habían asistido en la escuela. Se graduó el 1939 con honores en matemáticas y ciencias, y para obtener el más alto nivel, obtuvo el premio del Gobernador General.

## Estudios de grado
Worsley ganó la beca Burnside en Ciencias del Trinity College, parte de la Universidad de Toronto, y empezó sus estudios en septiembre de 1939. Sus altas calificaciones le hicieron ganar la primera beca Alexander T. Fulton en Ciencias.
En su segundo año, se trasladó a la división de Matemáticas y Física, un programa aplicado más que teórico. En su tercer año, Worsley ganó la Beca James Scott en Matemáticas y Física. Licenciada en 1944 en matemáticas y física, tuvo la distinción de obtener la nota más alta de cada clase cada año.

## Servicio a la guerra
Inmediatamente después de su graduación, Worsley se inscribió en el Women's Royal Canadian Naval Service, más conocido como "Wrens". Después de la formación básica a HMCS Conestoga a Galt (hoy Cambridge, Ontario), fue asignada al Establecimiento de Investigación Naval (NRE) a Halifax. Durante la guerra trabajó con Royal Canadian Navy en el diseño de torpedos equipados con ordenadores rudimentarios.
Cuando acabó la guerra, Worsley fue la única Wren al NRE que optó para permanecer en servicio. En septiembre de 1945 fue ascendida a teniente y puso en marcha un nuevo proyecto de investigación sobre la corrosión del casco. Durante el año siguiente pasó 150 días a la mar, muchos de ellos al barco cercamines tipo Bangor de la NRE, HMCS Quinto, estableciendo un registro para Wrens que se encuentra actualmente. La mayor parte de esto tuvo lugar durante las terribles condiciones del invierno Atlántico canadiense, ganándole lo respecto de la tripulación haciendo lo se conocía como "trabajo del hombre". Fue oficialmente desmovilizada en agosto de 1946.

## Carrera profesional

### Posgrado al MIT

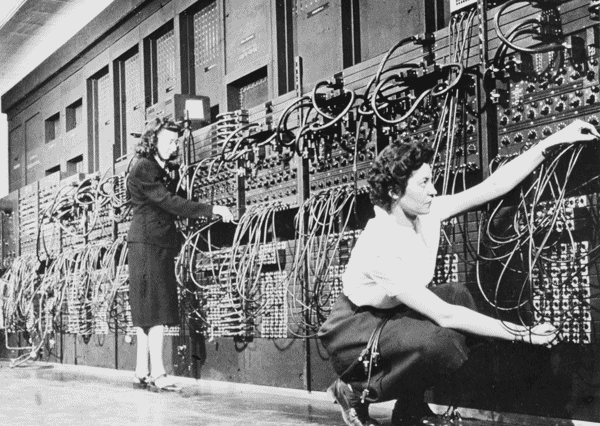
Electronic Numerical Integrator and Calculator (ENIAC) el primer ordenador al MIT

Inmediatamente después de dejar el Wrens, Worsley fue admitida en el programa de máster de un año del MIT en matemáticas y física. Entre sus clases se realizó un curso de física del estado sólido impartido por László Tisza y un curso sobre amplificadores de regreso y servomecanismos, un ámbito en que el MIT era líder mundial y de Henry Wallman sobre teoría de funciones.
La tesis de su grado de máster A Mathematical Survey of Computing Devices with an Appendix donde Error Analysis of Differential Analyzers se completó bajo la dirección de  Henry Wallman, miembro del famoso laboratorio de radiación del MIT. El trabajo cubría casi todas las máquinas informáticas que existían. Entre las muchas máquinas que se analizaron fueron Harvard Mark Y y Harvard Mark II, varias máquinas de cálculo mecánico y electromecánico de IBM, ordenadores digitales como los ENIAC, EDVAC, la máquina IAS , Whirlwind Y e II y EDSAC. El apéndice cubría una serie de analizadores diferenciales y examinaba sus fuentes de errores. Sigue siendo uno de los recuentos más detallados de la primera informática.

### Centro de computación de Toronto
Después de presentar su tesis, Worsley volvió a Canadá y le dijo a su familia que el futuro era de las computadoras. Desafortunadamente, no  había industria informática en el Canadá en aquel momento, y trabajó al departamento de aerodinámica del National Research Council of Canada (NRC). 
A través de este periodo, la Universidad de Toronto había establecido planes para abrir un departamento de computación, tanto como centro de investigación a la universidad como oficina de servicios, alquilando tiempos de las máquinas a los usuarios comerciales y gubernamentales. En septiembre de 1947, los primeros fondos fueron suministrados por la NRC para comprar dos calculadoras mecánicas de tarjetas perforadas de  IBM y dos asistentes para ejecutarlas. Worsley se enteró de la propuesta y aplicó al cargo, habiendo sido al NRC solo unos pocos meses. Se incorporó al nuevo departamento en enero de 1948.
Uno de sus primeros puestos de trabajo al centro fue un contrato con el Atomic Energy of Canada para proporcionar asistencia computacional, junto con el asesoramiento personal de Kelly Gotlieb y J. Perham Stanley, otro asistente contratado al mismo tiempo que Worsley. Durante el verano de 1948, construyó un analizador diferencial de partes Meccano, similar al descrito por Hartree y Arthur Portero el 1935. Sobre este analizador ha sobrevivido poca información; un segundo modelo, o quizás una reconstrucción del original, fue construido por los estudiantes el 1951.

### Cambridge
Con el analizador completado, Worsley y Stanley fueron enviados al Reino Unido para aprender el que podían del diseño EDSAC, que se encontraba en construcción al Laboratorio de Matemáticas de la Universidad de Cambridge. Cuando llegaron se encontraron la máquina a punto de completarse y ayudaron a posarla en línea para su primera prueba el 6 de mayo de 1949. El primer programa que se ejecutó con éxito a la máquina fue uno que Worsley ayudó a escribir para calcular cuadrados, posteriormente recogió este y varios programas similares en uno de los primeros trabajos sobre el tema, The Demonstration EDSAC.
Al mes siguiente, se realizó una reunión en Cambridge sobre el tema de las máquinas informáticas, y Worsley preparó un informe sobre el programa que producía cuadrados y un nuevo que producía tablas de números primos. El informe incluía resultados de muestra, así como una descripción del código y cómo se ejecutó a la máquina. Esto fue imprimido en las actas de la conferencia, y fue retirado años después por Brian Randell por su famoso libro de 1973, The Origins of Digital Computers. Esto hizo que Worsley fuera muy conocida en el campo de la computación mucho tiempo después dàquets acontecimientos.
Worsley empezó entonces su doctorado al Newnham College. Mientras trabajaba al laboratorio, asistió a cursos sobre física cuántica con Paul Dirac, John Lennard-Jones y Nicholas Kemmer, la teoría de números con Albert Ingham, y quizás el más importante, el análisis numérico con Douglas Hartree. Ella empezó a escribir su disertación bajo la supervisión de Hartree, que, de manera coincidente, también supervisó a otra mujer canadiense, Charlotte Fischer.
En medio de este trabajo, por motivos desconocidos, Worsely volvió a Toronto y continuó su disertación bajo la dirección del profesor de matemáticas UofT Byron Griffith. Poco después, fue recreado por el Centro de Computación en julio de 1951. Hartree aprobó la disertación y Worsley obtuvo su doctorado el 1952.
Su trabajo de tesis, Serial Programming for Real and Idealized Digital Calculating Machines, se considera la primera disertación de doctorado escrita sobre ordenadores modernos. Incluía una serie de discusiones sobre cálculos numéricos en máquinas de Turing, así como ejemplos del mundo real, especialmente EDSAC. A continuación, se describían métodos para reconocer qué instrucciones de la máquina se requerían, y qué se podrían construir mediante combinaciones otras instrucciones. Tanto Turing como Claude Shannon habían discutido versiones idealizadas de este concepto, pero la contribución de Worsley era demostrar la manera más eficiente de hacerlo, no una solución generalizada como en el caso de Shannon.

### FERUT y Transcode
Durante el verano de 1948, el Centro de Computación se acercar al NRC con planes de construir una copia del ordenador digital Mark 6 de Bello Labs. Con la intención de ir adelante se acercaron a Northern Electric para obtener planos para el diseño, y se los dijo que  habrá una tasa de licencia de 25.000 dólares (equivalente a 272.034 dólares en 2016). Volvieron a la NRC el marzo de 1949 para obtener 50,000 dólares adicionales para la licencia y los costes de construcción, pero a la NRC los dijo con prudencia que dejaran estos planes y construyan una versión electrónica
Juntos, la universidad y la NRC planearon un ambicioso programa para construir una computadora de primer nivel que usaría la NRC, la Junta de Investigación de Defensa y la industria. Conocido como UTEC, la construcción empezó el 1951 pero rápidamente sufrió problemas graves debido a la fiabilidad de sus sistemas de memoria de tubos de Williams. No fue hasta finales de año que el sistema era bastante fiable para ser utilizado. En este punto, el centro se acercó a la NCR para obtener fondo para completar el sistema con una unidad matemática paralela.
Ante las dificultades de crear una máquina propia, el 1952 se decidió comprar la Ferranti Mark 1, Worsley estuvo al corriente de la llegada de la máquina, y la bautizó FERUT por "Ferranti Electronic computer at the University of Toronto". La máquina estaba operativa en verano, ofreciendo a la UofT una de las computadoras más potentes del mundo.
En otoño de 1953, Worsley y Patterson Hume empezaron a desarrollar un nuevo lenguaje informático para la máquina conocido como Transcode. Era similar al  autocode que Alick Glennie desarrolló en la Universidad de Mánchester por la misma máquina, pero aprovechó varias notas de diseño de Mark Y para producir un lenguaje más rápido y más fácil de utilizar. Una ventaja importante era la conversión de decimal a binario y de vuelta, que permitía a los programadores introducir números en forma decimal.

### Queen's University
A pesar de las credenciales impresionantes de Cambridge, una serie de artículos respetables, y varios resultados brillantes a la industria, Worsley fue reiteradamente descartada para la promoción en la Universidad de Toronto. No fue hasta el 1960 que fue ascendida de simple miembro del personal a Profesora Titular. El 1962, la Universidad de Toronto creó el Instituto de Ciencias de la Computación. Dos años más tarde, el 1964, la universidad abrió un programa de posgrado en informática y promovió a Worsley a Profesor Titular de física e informática. En comparación con los otros miembros de los primeros tiempos del Centro de Computación, se puede decir que recibió mucho menos reconocimiento.
El 1965, a Worsley se le va se ofreció un trabajo a la Universidad de Queen's, iniciando su nuevo Centro de Informática basado en un IBM 1620 que se reemplazó por un IBM 360/40 el 1967. A Queen se dedicó sobre todo a la docencia, que es el que le ocupó la mayoría del tiempo hasta 1971. En septiembre de aquel año, después de 20 años en el campo, hizo un año sabático al Departamento de Análisis Aplicado y Ciencia Informática a la Universidad de Waterloo. El 8 de mayo de 1972, a Waterloo, Worsley sufría un ataque cardíaco mortal.

## Premios
El 2014, Worsley recibió el premio Lifetime Achievement Award in Computer Science por la Canadian Association of Computer Science.